# 桜のころ
「桜のころ」（さくらのころ）は、2002年6月12日に発売されたシングル。

## 解説
- 「桜のころ」は、日本と韓国で開催された2002 FIFAワールドカップの日本代表応援歌として制作された曲である。曲はもともと、坂本がJリーグ発足後の1994年にFIFAワールドカップ日本誘致のために日本サッカー協会から委嘱されて作曲した「日本サッカーの歌」[3]で、坂本のアルバム『スウィート・リヴェンジ』収録の「Psychedelic Afternoon」と同一の楽曲となっている。
- サッカーファンである当時のニッポン放送制作部長が「日本サッカーの歌」に詞を付けることを提案し、坂本も快諾。依頼を受けた、当時THE HIGH-LOWSのボーカリストであった甲本ヒロトが詞を提供し完成させたものである[4]。3組のアーティストにより演奏・歌唱された全く違うヴァージョンを収録している。
- ニッポン放送では、2002 FIFAワールドカップの日本戦前後の特番などで大量に流れていた[4]。
- 甲本のソロ作品第1弾シングルでもある[注釈 1]。ただしバンド在籍中であったため、ソロデビューシングルとしては正式にはバンド解散後の「真夏のストレート/天国うまれ」となる。
- CDには、シングル1つ・1曲ごとにも正式にアーティスト名が書かれていない。タイトルのみ「桜のころ」と書かれるのみである。（なお、シングルCDの帯などには「桜のころ　作曲：坂本龍一　作詞：甲本ヒロト」と記載がある）アーティスト名については、メディアでも「坂本と甲本の2人の名前のみ」「収録曲すべてのアーティスト名の連名[注釈 2]」「コンピレーション・アルバム扱い（"Various Artists"(V.A.)表記[注釈 3]）」など表記が様々に分かれている。
- What's Love?は坂本と同じワーナーミュージック・ジャパンだが、甲本はユニバーサルJ、DANCE☆MANはエイベックスからの参加となった。
- CDの発売から12年後、2014 FIFAワールドカップが開催される2014年6月12日から音楽配信が開始された[6]。

## 収録曲
1. 桜のころ（作詞:甲本ヒロト / 作曲・編曲:坂本龍一）
  - ボーカルは甲本、すべての演奏は坂本が担当。
2. 桜のころ Cheer up ver.（作曲:坂本龍一 / 編曲:DANCE☆MAN）
  - インストゥルメンタルである。チア・リーディング風の女性が掛け声を入れている。
3. 桜のころ Giant killing ver.（作詞:甲本ヒロト / 作曲:坂本龍一 / 編曲:阿部光一郎）
  - What's Love?による演奏。スカのアレンジとなり、テンポが最も早い。
4. 桜のころ THE BANDMAN & DANCE☆MAN ver.（作詞:甲本ヒロト / 作曲:坂本龍一 / 編曲:DANCE☆MAN）
  - 2曲目をベースにしている。ボーカルはTHE BAND MANとDANCE☆MANにより男女混合のボーカルとなっている。